# Universitat Nacional de Singapur
La Universitat Nacional de Singapur (NUS, per les seves sigles en anglès) és la universitat nacional de recerca de Singapur. Fundada el 1905 com a Col·legi de Medicina del Govern dels Estats de l'estret i dels estats federats de Malàisia, la NUS és la institució d'educació superior més antiga de Singapur. És classificada sovint entre les 20 millors universitats del món i és considerada la millor universitat de l'Àsia-Pacífic pel rànquing QS. La NUS és una universitat d’investigació completa que ofereix una àmplia gamma de disciplines, incloses les ciències, la medicina i l'odontologia, el disseny i el medi ambient, el dret, les arts i les ciències socials, l'enginyeria, els negocis, la informàtica i la música, tant a nivell de grau com de postgrau.
El campus principal de la NUS està situat a la part sud-oest de Singapur, al costat de Kent Ridge, amb una superfície de 150 ha; la Duke-NUS Medical School, una escola de medicina de postgrau establerta conjuntament amb la Universitat de Duke, es troba al campus d'Outram; el seu campus de Bukit Timah acull la Facultat de Dret i la Facultat de Polítiques Públiques Lee Kuan Yew; el Yale-NUS College, un col·legi d'arts liberals establert en col·laboració amb la Universitat Yale, es troba a University Town (comunament coneguda com UTown). La NUS té un premi Nobel, Konstantin Novoselov, entre el personal universitari.